# Эванс, Стив (хоккеист на траве)
Стивен (Стив) Эванс (англ. Steven (Steve) Evans, 26 апреля 1976, Лондон, Англия, Великобритания) — южноафриканский хоккеист (хоккей на траве), полевой игрок. 

## Биография
Стив Эванс родился 26 апреля 1976 года в Лондоне.
Играл в хоккей на траве за университет Квазулу-Натал.
В 2002 году играл за сборную ЮАР на хоккейном турнире Игр Содружества в Манчестере, где южноафриканцы заняли 4-е место.
В 2003 году завоевал бронзовую медаль Вызова чемпионов, который проходил в Йоханнесбурге. Эванс на предварительном этапе забил победный мяч в матче со сборной Южной Кореи (3:2), а также реализовал предпоследний удар южноафриканцев в серии пенальти в матче за 3-4-е места против сборной Новой Зеландии (2:2, пен. 5:4).
В 2004 году вошёл в состав сборной ЮАР по хоккею на траве на летних Олимпийских играх в Афинах, занявшей 10-е место. Играл в поле, провёл 7 матчей, забил 1 мяч в ворота сборной Нидерландов.
В 2010 году у Эванса обнаружили рак, от которого он вылечился. Занимается консалтинговым бизнесом.

## Семья
Младший брат Стива Эванса Иэн Эванс (род. 1981) также выступал за сборную ЮАР по хоккею на траве, в 2004 году играл вместе с ним на летних Олимпийских играх в Афинах.